# 黄丹
黄丹（おうだん/おうに）は、日本の皇太子の袍に用いられる黄赤色である。昇る朝日の色を写したとされる鮮やかな色である。また、黄丹という語自体は鉛丹の別名でもある。
皇太子の色としての黄丹は、『養老律令』の「衣服令」において、初めて「皇太子礼服 礼服冠 黄丹衣 牙笏 白袴 白帯 深紫紗褶」と、皇太子の位色（位に固定された色）として登場する。現代でも、立太子の礼、婚礼の儀などに、皇太子は黄丹袍を着用する。『延喜式』によれば、「黄丹綾一疋 紅花大十斤八両 支子一斗二升」とあり、ベニバナとクチナシを重ね染めした赤味の強いオレンジであることがうかがえる。皇太子の位色であることから、他人は着用できない禁色とされた。